# هوراس بروكس
هوراس بروكس (بالإنجليزية: Horace Brooks)‏ هو ضابط أمريكي، ولد في 14 أغسطس 1814 في بوسطن في الولايات المتحدة، وتوفي في 13 يناير 1894 في كيسيمي في الولايات المتحدة.